# Airbourne
Az Airbourne egy ausztrál hard rock együttes. Tagok: Joel O'Keeffe, Ryan O'Keeffe, Harri Harrison és Justin Street. Volt tagok: Adam Jacobson és David Roads. A zenekart 2003-ban a két O'Keeffe testvér alapította meg a victoriabeli Warrnambool-ban. Zenei hatásukként főleg a jól ismert és szintén ausztrál AC/DC-t tették meg. Lemezeiket a Caroline Records, Nettwerk és Spinefarm kiadók jelentették meg. Rendszeresen koncerteznek, Magyarországra is eljutottak már.

## Stúdióalbumok
- Ready To Rock (2004)
- Runnin' Wild (2007)
- No Guts. No Glory (2010)
- Black Dog Barking (2013)
- Breakin' Outta Hell (2016)
- Boneshaker (2019)[1]